# شبیان
شبیان (به ترکی آذربایجانی: Şəbiyan) یک منطقهٔ مسکونی در جمهوری آذربایجان است که در شهرستان اسماعیللی واقع شده‌است. شبیان ۳۷۸ نفر جمعیت دارد.